# Dolac (Chorwacja)
Dolac – wieś w Chorwacji, w żupanii pożedzko-slawońskiej, w gminie Brestovac. W 2011 roku liczyła 203 mieszkańców.